# Über mir der Himmel
Über mir der Himmel (Originaltitel: The Sky Is Everywhere) ist ein Coming-of-Age-Drama von Josephine Decker, nach dem Drehbuch der Schriftstellerin Jandy Nelson, welches wiederum auf Nelsons gleichnamigem Roman basiert.
Die Literaturverfilmung wurde am 11. Februar 2022 über Apple TV+ veröffentlicht.

## Handlung
Eine schüchterne Teenager-Musikerin versucht mit dem Tod ihrer älteren, aufgeschlosseneren Schwester fertig zu werden.

## Produktion
Im Oktober 2019 kauften sich A24 und Apple TV+ die Produktionsrechte. Vier Jahre zuvor hatte Warner Bros. Pictures die Verfilmungsrechte gekauft.
Die Dreharbeiten begannen im Oktober 2020 in Eureka. Zwei Monate später waren die Arbeiten abgeschlossen.